# Erycibe crassipes
Erycibe crassipes är en vindeväxtart som beskrevs av Ridley och Hoogl. Erycibe crassipes ingår i släktet Erycibe och familjen vindeväxter. Inga underarter finns listade i Catalogue of Life.